# Karin Büttner-Janz
 (mai 2010).
Si vous disposez d'ouvrages ou d'articles de référence ou si vous connaissez des sites web de qualité traitant du thème abordé ici, merci de compléter l'article en donnant les références utiles à sa vérifiabilité et en les liant à la section « Notes et références ».
Pour les articles homonymes, voir Büttner.
Karin Büttner-Janz est une gymnaste est-allemande, née le 17 février 1952 à Hartmannsdorf, dans la région de Lübben (Spreewald). Elle est aujourd'hui médecin.

## Carrière sportive
Alors que Karin Janz a quinze ans, et encore sans succès international, elle est élue sportive de l'année de la RDA en 1967. Aux Jeux olympiques en 1968 à Mexico, elle gagne la médaille d'argent aux barres asymétriques et la médaille de bronze en équipe. Elle devient championne du monde aux barres asymétriques en 1970.
Elle est la sportive la plus couronnée de succès de la RDA (République Démocratique Allemande) aux Jeux olympiques de Munich avec :
- la médaille d'or aux barres asymétriques : elle est la favorite de cette discipline devant Olga Korbut ;
- la médaille d'or au saut de cheval ;
- la médaille d'argent au concours général (elle bat Ljudmila Turischewa invincible alors) et en équipe ;
- la médaille de bronze à la poutre.

Elle gagne en tout sept médailles olympiques dont deux en or (saut de cheval et barres asymétriques) en 1968 et 1972. Elle est sacrée championne d’Europe au concours général en 1969 et championne du monde à la poutre en 1970.
Après ce grand succès, elle annonce son intention de cesser ses activités sportives et de poursuivre des études de médecine.
Elle mesure 1,58 m. Elle est vingt fois championne de RDA.

## Études
Karin Janz fait ses études à l'université Humboldt de Berlin à partir de 1971, et rédige son diplôme sur la médecine urgentiste en RDA. Elle effectue son stage dans la clinique Orthopédique de la Charité et décide de s’orienter vers l’orthopédie où elle prend les fonctions de professeur d'université.
Elle va travailler sur le développement d'un disque intervertébral artificiel, dit Charité-Disc. 
Ensuite, elle change de clinique pour celle de Hellersdorf. Là, Karin Büttner-Janz et son collègue Kurt Schellnack, qui est aussi depuis longtemps professeur, deviennent propriétaires d'un brevet pour un disque intervertébral artificiel.

## Chronologie
- 1952 : Naissance le 17 février 1952 à Hartmannsdorf.

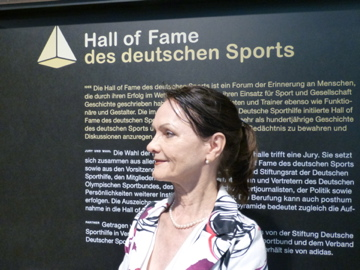
Karin Büttner-Janz en 2017 à Leipzig.

- 1967 : Vice-championne d’Europe aux barres-asymétriques.
- 1968 : Médaille d’argent aux barres-asymétriques aux Jeux olympiques et médaille de bronze en équipe.
- 1969 : 4 fois championne d’Europe (Concours général, saut, barres-asymétriques, poutre), Vice-championne d’Europe au sol
- 1970 : Championne du monde aux barres asymétriques et vice-championne du monde au saut et en équipe.
- 1972 :	Championne olympique au saut et aux barres asymétriques, médaille d’argent au concours général et en équipe et médaille de bronze à la poutre.
- 1984 : Première opération réalisée à la suite de l'invention d'un disque intervertébral artificiel.
- 1987 : Membre honoraire de la société américaine d’orthopédie pour la médecine sportive. Prix d'honneur du comité international olympique en hommage à sa carrière sportive et académique remarquable.
- 2000 : Élection de la gymnastique du siècle.
- 2003 : Accueil à l'International Hall of Fame des gymnastes à Oklahoma City.
- 2011 : Hall of Fame du sport allemand